# Campeonato Gaúcho de Futebol Americano de 2018
O Campeonato Gaúcho de Futebol Americano de 2018 foi a 10ª edição do campeonato estadual de Futebol Americano do Rio Grande do Sul, o 7º na modalidade 'fullpads', e o 4º organizado pela Federação Gaúcha de Futebol Americano.

## Equipes participantes
Esta edição contou com a presença de 15 equipes e 3 fases. 
A primeira fase (Fase Qualificatória, ou Qualifying) contou com quatro equipes (Gravataí Spartans, Canoas Jaguars, Buriers Football e Viamão Raptors) e três jogos. As equipes se enfrentaram em dois confrontos, onde os vencedores avançaram para a fase de grupos. Os dois derrotados dos primeiros jogos se enfrentam em uma terceira partida, onde o vencedor também avançou à próxima fase.
A segunda fase (Fase de Grupos) contou com 12 equipes. Além das três classificadas da fase anterior, também participaram outras nove equipes (Armada FA, Ijuí Drones, Santa Cruz do Sul Chacais, Bento Gonçalves Snakes, Bulldogs FA, Carlos Barbosa Ximangos, Cruzeiro Lions, Porto Alegre Gorillas e Porto Alegre Bulls). Nesta etapa as equipes foram divididas em três grupos com quatro equipes. Todos jogaram contra todos dentro de cada grupo, e os dois melhores avançaram para os playoffs.
Os Playoffs foram a terceira fase da competição. As equipes do Santa Maria Soldiers e do Juventude FA entraram a partir das quartas-de-final, onde aguardaram os seis classificados da fase de grupos. As equipes se enfrentaram em sistema mata-mata até a grande final, que definiu o campeão da temporada 2018.

## Fase Qualificatória
Nesta fase, quatro equipes se enfrentaram em busca de três vagas para a próxima fase. O vencedor de P1 foi para o Grupo B e o vencedor de P2, para o Grupo C. O vencedor de P3 foi para o Grupo A.
|      | Qualifying     |        |        |                   |                 |                                                       |
| Jogo | Time da casa   | Pontos | Pontos | Time visitante    | Data do jogo    | Local do jogo                                         |
| P1   | Viamão Raptors | 06     | 12     | Gravataí Spartans | 17 de fevereiro | Estádio do Grêmio Esportivo Nacional, São Leopoldo/RS |
| P2   | Canoas Jaguars | 06     | 67     | Buriers Football  | 18 de fevereiro | Estádio do Grêmio Esportivo Nacional, São Leopoldo/RS |
| P3   | Viamão Raptors | 53     | 07     | Canoas Jaguars    | 03 de março     | Estádio do Grêmio Esportivo Nacional, São Leopoldo/RS |

## Fase de Grupos

### Grupo A
V = Vitórias, D = Derrotas, E = Empates, PCT = porcentagem de vitórias, PF= Pontos feitos, PS = Pontos sofridos, SP = Saldo de Pontos

Classificados para os playoffs estão marcados em verde.
| Time                      | Seed | V | D | E | PCT   | PF  | PS  | SP   | SEQ |
| ------------------------- | ---- | - | - | - | ----- | --- | --- | ---- | --- |
| Santa Cruz do Sul Chacais | #3   | 3 | 0 | 0 | 1.000 | 102 | 16  | 86   | 3V  |
| Porto Alegre Gorillas     | #6   | 2 | 1 | 0 | 0.667 | 62  | 23  | 39   | 1V  |
| Bento Gonçalves Snakes    | -    | 1 | 2 | 0 | 0.333 | 56  | 28  | 28   | 1D  |
| Viamão Raptors            | -    | 0 | 3 | 0 | 0.000 | 12  | 165 | -153 | 3D  |

| Semana 1                  |        |        |                           |              |                                                       |
| Time da casa              | Pontos | Pontos | Time visitante            | Data do jogo | Local do jogo                                         |
| Bento Gonçalves Snakes    | 10     | 15     | Santa Cruz do Sul Chacais | 04 de março  | Estádio da Montanha, Bento Gonçalves/RS               |
| Porto Alegre Gorillas     | 49     | 06     | Viamão Raptors            | 18 de março  | Estádio do Grêmio Esportivo Nacional, São Leopoldo/RS |
| Semana 2                  |        |        |                           |              |                                                       |
| Time da casa              | Pontos | Pontos | Time visitante            | Data do jogo | Local do jogo                                         |
| Santa Cruz do Sul Chacais | 10     | 00     | Porto Alegre Gorillas     | 08 de abril  | Estádio Municipal, Rio Pardo/RS                       |
| Viamão Raptors            | 00     | 39     | Bento Gonçalves Snakes    | 14 de abril  | Estádio do Grêmio Esportivo Nacional, São Leopoldo/RS |
| Semana 3                  |        |        |                           |              |                                                       |
| Time da casa              | Pontos | Pontos | Time visitante            | Data do jogo | Local do jogo                                         |
| Santa Cruz do Sul Chacais | 77     | 06     | Viamão Raptors            | 28 de abril  | Estádio Municipal, Rio Pardo/RS                       |
| Porto Alegre Gorillas     | 13     | 07     | Bento Gonçalves Snakes    | 29 de abril  | Estádio do Grêmio Esportivo Nacional, São Leopoldo/RS |

### Grupo B
V = Vitórias, D = Derrotas, E = Empates, PCT = porcentagem de vitórias, PF= Pontos feitos, PS = Pontos sofridos, SP = Saldo de Pontos

Classificados para os playoffs estão marcados em verde.
| Time              | Seed | V | D | E | PCT   | PF  | PS  | SP   | SEQ |
| ----------------- | ---- | - | - | - | ----- | --- | --- | ---- | --- |
| Ijuí Drones       | #5   | 3 | 0 | 0 | 1.000 | 151 | 48  | 103  | 3V  |
| Cruzeiro Lions    | #7   | 2 | 1 | 0 | 0.667 | 86  | 42  | 44   | 1D  |
| Bulldogs FA       |      | 1 | 2 | 0 | 0.333 | 107 | 72  | 35   | 1V  |
| Gravataí Spartans |      | 0 | 3 | 0 | 0.000 | 6   | 188 | -182 | 3D  |

| Semana 1          |        |        |                   |              |                                                       |
| Time da casa      | Pontos | Pontos | Time visitante    | Data do jogo | Local do jogo                                         |
| Bulldogs FA       | 28     | 40     | Ijuí Drones       | 10 de março  | Estádio Edmundo Feix, Venâncio Aires/RS               |
| Cruzeiro Lions    | 34     | 06     | Gravataí Spartans | 17 de março  | Estádio do Grêmio Esportivo Nacional, São Leopoldo/RS |
| Semana 2          |        |        |                   |              |                                                       |
| Time da casa      | Pontos | Pontos | Time visitante    | Data do jogo | Local do jogo                                         |
| Gravataí Spartans | 00     | 87     | Ijuí Drones       | 07 de abril  | Estádio do Grêmio Esportivo Nacional, São Leopoldo/RS |
| Cruzeiro Lions    | 32     | 12     | Bulldogs FA       | 22 de abril  | Estádio do Grêmio Esportivo Nacional, São Leopoldo/RS |
| Semana 3          |        |        |                   |              |                                                       |
| Time da casa      | Pontos | Pontos | Time visitante    | Data do jogo | Local do jogo                                         |
| Ijuí Drones       | 24     | 20     | Cruzeiro Lions    | 05 de maio   | Estádio 19 de Outubro, Ijuí/RS                        |
| Gravataí Spartans | 00     | 67     | Bulldogs FA       | 06 de maio   | Estádio do Grêmio Esportivo Nacional, São Leopoldo/RS |

### Grupo C
V = Vitórias, D = Derrotas, E = Empates, PCT = porcentagem de vitórias, PF= Pontos feitos, PS = Pontos sofridos, SP = Saldo de Pontos

Classificados para os playoffs estão marcados em verde.
| Time                    | Seed | V | D | E | PCT   | PF  | PS | SP  | SEQ |
| ----------------------- | ---- | - | - | - | ----- | --- | -- | --- | --- |
| Armada FA               | #4   | 3 | 0 | 0 | 1.000 | 109 | 20 | 89  | 3V  |
| Bulls FA                | #8   | 2 | 1 | 0 | 0.667 | 49  | 47 | 2   | 1V  |
| Carlos Barbosa Ximangos | -    | 1 | 2 | 0 | 0.334 | 27  | 52 | -25 | 1D  |
| Buriers Football        | -    | 0 | 3 | 0 | 0.000 | 11  | 77 | -66 | 3D  |

| Semana 1                |        |        |                  |              |                                                        |
| Time da casa            | Pontos | Pontos | Time visitante   | Data do jogo | Local do jogo                                          |
| Carlos Barbosa Ximangos | 00     | 39     | Armada FA        | 11 de março  | Estádio do Serrano Futebol Clube, Carlos Barbosa/RS    |
| Buriers Football        | 11     | 16     | Bulls FA         | 25 de março  | Vila Olímpica, Parobé/RS                               |
| Semana 2                |        |        |                  |              |                                                        |
| Time da casa            | Pontos | Pontos | Time visitante   | Data do jogo | Local do jogo                                          |
| Bulls FA                | 20     | 24     | Armada FA        | 15 de abril  | Estádio do Grêmio Esportivo Nacional - São Leopoldo/RS |
| Carlos Barbosa Ximangos | 15     | 00     | Buriers Football | 21 de abril  | Estádio do Serrano Futebol Clube, Carlos Barbosa/RS    |
| Semana 3                |        |        |                  |              |                                                        |
| Time da casa            | Pontos | Pontos | Time visitante   | Data do jogo | Local do jogo                                          |
| Carlos Barbosa Ximangos | 12     | 13     | Bulls FA         | 12 de maio   | Estádio do Serrano Futebol Clube, Carlos Barbosa/RS    |
| Buriers Football        | 00     | 46     | Armada FA        | 13 de maio   | Estádio do Grêmio Esportivo Nacional, São Leopoldo/RS  |

## Playoffs
|  | Quartas de final | Quartas de final          | Quartas de final      |                       |                      | Semifinal            | Semifinal | Semifinal |  |  | Gaúcho Bowl X | Gaúcho Bowl X | Gaúcho Bowl X |  |
|  |                  |                           |                       |                       |                      |                      |           |           |  |  |               |               |               |  |
|  | 1º               | Santa Maria Soldiers      | 56                    |                       |                      |                      |           |           |  |  |               |               |               |  |
|  | 1º               | Santa Maria Soldiers      | 56                    |                       |                      |                      |           |           |  |  |               |               |               |  |
|  | 8º               | Bulls FA                  | 00                    |                       |                      |                      |           |           |  |  |               |               |               |  |
|  | 8º               | Bulls FA                  | 00                    |                       | Santa Maria Soldiers | Santa Maria Soldiers | 45        |           |  |  |               |               |               |  |
|  |                  |                           |                       |                       | Santa Maria Soldiers | Santa Maria Soldiers | 45        |           |  |  |               |               |               |  |
|  |                  |                           | Ijuí Drones           | Ijuí Drones           | 00                   |                      |           |           |  |  |               |               |               |  |
|  | 4º               | Armada FA                 | Ijuí Drones           | Ijuí Drones           | 00                   | 21                   |           |           |  |  |               |               |               |  |
|  | 4º               | Armada FA                 |                       |                       |                      |                      |           |           |  |  |               |               |               |  |
|  | 5º               | Ijuí Drones               | 22                    |                       |                      |                      |           |           |  |  |               |               |               |  |
|  | 5º               | Ijuí Drones               | 22                    |                       | Santa Maria Soldiers | Santa Maria Soldiers | 28        |           |  |  |               |               |               |  |
|  |                  |                           |                       |                       |                      |                      |           |           |  |  |               |               |               |  |
|  |                  |                           | Porto Alegre Gorillas | Porto Alegre Gorillas | 00                   |                      |           |           |  |  |               |               |               |  |
|  | 2º               | Juventude FA              | Porto Alegre Gorillas | Porto Alegre Gorillas | 00                   | 33                   |           |           |  |  |               |               |               |  |
|  | 2º               | Juventude FA              |                       |                       |                      |                      |           |           |  |  |               |               |               |  |
|  | 7º               | Cruzeiro Lions            | 14                    |                       |                      |                      |           |           |  |  |               |               |               |  |
|  | 7º               | Cruzeiro Lions            | 14                    |                       | Juventude FA         | Juventude FA         | 07        |           |  |  |               |               |               |  |
|  |                  |                           |                       |                       | Juventude FA         | Juventude FA         | 07        |           |  |  |               |               |               |  |
|  |                  |                           | Porto Alegre Gorillas | Porto Alegre Gorillas | 14                   |                      |           |           |  |  |               |               |               |  |
|  | 3º               | Santa Cruz do Sul Chacais | Porto Alegre Gorillas | Porto Alegre Gorillas | 14                   | 10                   |           |           |  |  |               |               |               |  |
|  | 3º               | Santa Cruz do Sul Chacais |                       |                       |                      |                      |           |           |  |  |               |               |               |  |
|  | 6º               | Porto Alegre Gorillas     | 22                    |                       |                      |                      |           |           |  |  |               |               |               |  |

### Jogos da Fase Final
| Quartas de Final          |        |        |                       |              |                                                  |
| Time da casa              | Pontos | Pontos | Time visitante        | Data do jogo | Local do jogo                                    |
| Cruzeiro Lions            | 14     | 33     | Juventude FA          | 2 de junho   | Estádio Arthur Mesquita Dias, Sapucaia do Sul/RS |
| Santa Cruz do Sul Chacais | 10     | 22     | Porto Alegre Gorillas | 3 de junho   | Estádio dos Plátanos, Santa Cruz do Sul/RS       |
| Santa Maria Soldiers      | 56     | 00     | Bulls FA              | 9 de junho   | Estádio Presidente Vargas, Santa Maria/RS        |
| Ijuí Drones               | 22     | 21     | Armada FA             | 10 de junho  | Estádio 19 de Outubro, Ijuí/RS                   |
| Semifinal                 |        |        |                       |              |                                                  |
| Time da casa              | Pontos | Pontos | Time visitante        | Data do jogo | Local do jogo                                    |
| Porto Alegre Gorillas     | 14     | 07     | Juventude FA          | 16 de junho  | Parque Esportivo da PUCRS, Porto Alegre/RS       |
| Ijuí Drones               | 00     | 45     | Santa Maria Soldiers  | 23 de junho  | Estádio 19 de Outubro, Ijuí/RS                   |
| Gaúcho Bowl X             |        |        |                       |              |                                                  |
| Time da casa              | Pontos | Pontos | Time visitante        | Data do jogo | Local do jogo                                    |
| Santa Maria Soldiers      | 28     | 00     | Porto Alegre Gorillas | 1 de julho   | Estádio Presidente Vargas, Santa Maria/RS        |

## Campeão
| Campeão Gaúcho 2018                      |
| ---------------------------------------- |
| SANTA MARIA SOLDIERS Campeão (5º título) |